# Тихон Лященко
Тихон Лященко (в миру Тимофій Лященко; 6 березня 1875, слобода Куликівка, Острогозький повіт, Воронезька губернія — 24 лютого, 1945, Карлові Вари) — діяч московського православ'я в Україні, активіст Київського клубу націоналістів-московитів. Родом зі Слобідської України.

## Життєпис
Народився 22 лютого 1875 року в слободі Куликівці Острогозького повіту Воронезької губернії.
У 1889 закінчив Павлівське духовне училище по першому розряду.
У 1895 закінчив Воронезьку духовну семінарію за першим розрядом.
24 листопада 1895 висвячений на диякона єпископом Воронезьким і Задонським Анастасієм Добрадіним в Петропавлівській церкві слободи Ликової Острогозького повіту. Працював учителем однокласної церковно-приходської школи.
5 вересня 1896 року, за проханням, переміщений до Воскресенського храму села Червоне Новохоперського повіту.
19 листопада 1898 року висвячений у сан священника і спрямований до Богословської церкви села Солонецького Коротояцького повіту.
11 вересня 1905 року звільнений за штат для вступу до Київської духовної академії.
22 серпня 1908 року тимчасово спрямований до Михайлівської церкви при Київській Дегтярівській богадільні.
У 1909 році закінчив Київську духовну академію зі ступенем кандидата богослов'я і залишений професорським стипендіатом. Викладав у академії пастирське богослов'я і гомілетику. Був членом Київського клубу російських націоналістів.
20 червня 1909 року митрополитом Київським і Галицьким Флавіаном Городецьким був затверджений у вченому ступені і на посаді настоятеля церкви при Київській Дегтярівській богадільні.
У 1911 році призначений на посаду доцента.
У 1913 році удостоєний ступеня магістра богослов'я та призначений екстра-ординарним професором Київської духовної академії.
2 серпня 1914 року в Києво-Печерській лаврі пострижений в чернецтво з імені Тихон, а 6 серпня зведений в сан архімандрита і призначений інспектором тієї ж академії. Пробув на цій посаді до 1918.
За спогадами Миколи Тальберга, що близько його знав: «Будучи інспектором Київської духовної академії, він мав намір створити в околицях міста жіночий місіонерський монастир, на зразок відомої Лісненської обителі на Холмщині. Його духівником був шанований старець Алексій Голосіївський.
В кінці січня 1917 року архімандрит Тихон повідав йому свій план. Старець-провидець, з сумом глянувши на нього, відповів: "Що задумав, отче. Не до будівель тепер. Незабаром обителі і храми будуть руйнуватися» .
6 липня 1918 року включений до складу спеціальної слідчої комісії для всебічного з'ясування всіх обставин вбивства митрополита Київського Володимира Богоявленського .
У 1919 році емігрував із РСФСР.
З 1920 по травень 1921 року був настоятелем храму Миколи Мірлікійського в Софії , потім служив настоятелем у Берліні.
15 квітня 1924 року в Празі відбулася архієрейська хіротонія архімандрита Тихона на єпископа Берлінського і Німецького. Чин хіротонії звершили митрополит Євлогій Георгієвський та єпископ Сергій Корольов .
У червні 1926 року Берлінське вікаріатство Західноєвропейської єпархії було перетворене в самостійну єпархію, що послужило поштовхом до розриву між митрополитом Євлогієм Георгіївським і Російською зарубіжної церквою, сам єпископ Тихон Лященко разом з більшістю німецьких парафій залишився у віданні останньої.
За спогадами Миколи Тальберга: «Зберігаю про нього пам'ять, як про чудового духівника, який багато що дав мені. Був я свідком його кипучої адміністративної діяльності. Глибока духовність поєднувалася у нього з великою роботою на користь Церкви, що іноді не досягала мети, що однак не послаблювало його подальшої енергії» .
Завдяки його зусиллям, 14 березня 1936 року уряд Пруссії виніс постанову про присвоєння православній Берлінській і Німецькій єпархії РПЦЗ статусу корпорації публічного права. Ця постанова була поширена і на інші землі країни. Інші православні юрисдикції виявилися в положенні приватних організацій, що не користуються заступництвом німецької держави. В умовах тодішньої гітлерівської диктатури це означало, що перехід німецьких храмів митрополита Євлогія в РПЦЗ ставав лише справою часу.
24 лютого 1938 рішенням Архієрейського Синоду РПЦЗ звільнений на спокій. Причиною звільнення архієпископа Тихона стали фінансові порушення в його єпархії .
12 червня того ж року взяв участь в урочистому освяченні нового кафедрального собору Берлінської єпархії, побудованого за його участю за проектом архітектора Шельберга .
Вийшовши на спокій, переїхав до Югославії, де з благословення Патріарха Сербського Гавриїла оселився в Монастирі Раковіца.
10 листопада 1944 року прибув до Карлсбаду (Карлові Вари) з Белграда через Відень разом з Архієрейським Синодом РПЦЗ на чолі з митрополитом Анастасієм Грибановським .
Тут 24 лютого 1945 року архієпископ Тихон раптово помер. Похований на міському кладовищі .

## Твори
- «Поучение на праздник Успения Пресвятой Богородицы» // «Труды Киевской духовной академии» 1914, сентябрь-октябрь, с. 7.
- «О Промысле и предопределении Божием». Слово в пяток первой седмицы Великого поста // «Труды Киевской духовной академии» 1915, апрель, с. 1.
- «Коптские акты 3-го Вселен. Собора» // «Труды Киевской духовной академии». 1914, март, с. 393, 1915, июль-август, с. 400, 1915, декабрь, с. 491.
- «Слово в день обретения Казанския чудотворныя иконы Богоматери» // «Труды Киевской духовной академии» 1915, сентябрь, с. 8.
- «Слово в день Успения Богородицы». (Смерть и успение) // «Труды Киевской духовной академии» 1915, октябрь-ноябрь, с. 195.
- «Слово в пяток четвёртой седмицы Великого поста, при воспоминании страстей Христовых (об отношении к пастырям церковным)» // «Труды Киевской духовной академии» 1911, апрель, с. 541.
- «Св. Кирилл, еп. Александрийский. Его жизнь и деятельность». Изд. Киев, 1913.
- Листок: «Пьянство, его пагубность и борьба с ним». Указ на лит. труд см. «ТКДА» 1914, т. III, с. 560.
- «Слово в день празднования 1600-летия издания Миланского Эдикта. Победа христианства над язычеством и уроки из неё для нашего времени» // «Труды Киевской духовной академии» 1913, ноябрь, с. 1.
- «Значение св. Кирилла Александрийского в истории христианского богословия» // «Труды Киевской духовной академии» 1913, май, с. 94.
- «Слово в пяток четвёртой недели Великого поста, при воспоминании страстей Христовых (смысл и значение поклонения Кресту Господню)» // «Труды Киевской духовной академии» 1913, апрель, с. 21.
- «Слово в день 300-летия воцарения дома Романовых». (Церковь Православная — опора престола и Царства Всероссийского) // «Труды Киевской духовной академии» 1913, март, с.1.
- «Слово в пяток третьей седмицы Великого поста, при воспоминании страстей Христовых. О мешке, суме и мече» // «Труды Киевской духовной академии» 1914, апрель, с. 10.
- Поучение на праздник Успения Пресвятыя Богородицы : Произнес. в великой церкви Киево-Печер. Успен. лавры 15 авг. 1914 г. / [Архим. Тихон] Киев : тип. АО «Петр Барский в Киеве», [1914]
- Аскетизм, как основа русской культуры / Проф. архим. Тихон. Москва : тип. А. Снегиревой, 1915
- «Страсти Христовы и страждущая Русь». (Слово в пяток 1 седмицы Великого поста) // «Труды Киевской духовной академии» 1916, апрель. с. 1.
- «Слово в день Успения Пресвятыя Богородицы» // «Труды Киевской духовной академии» 1916, декабрь, с.1.
- «Слово в пяток 1 седмицы Великого поста». (Три урока у Креста Христова) // «Труды Киевской духовной академии» 1917, январь-февраль, с. 5.